# Udayapur (Kapilvastu)
Udayapur (nep. उदयपुर) – gaun wikas samiti w zachodniej części Nepalu w strefie Lumbini w dystrykcie Kapilvastu. Według nepalskiego spisu powszechnego z 2001 roku liczył on 512 gospodarstw domowych i 3518 mieszkańców (1670 kobiet i 1848 mężczyzn).